# 王子様をオトせ!
『王子様をオトせ!』（おうじさまをおとせ、原題：就是要你愛上我）は台湾のテレビドラマ。
2013年5月22日から2013年10月11日まで台湾の三立電視で放送された。日本では2013年11月14日から2014年8月21日までホームドラマチャンネルで放送された。全39話。

## エピソード・サブタイトル
全39話
| 各話   | サブタイトル               | 放送日         |
| ------ | -------------------------- | -------------- |
| 第1話  | 大家さんは新社長           | 2013年11月14日 |
| 第2話  | 恋の罠をしかけよう         | 2013年11月21日 |
| 第3話  | 俺の生活規則               | 2013年11月28日 |
| 第4話  | 心やすらぐ食卓             | 2013年12月5日  |
| 第5話  | 頑固オヤジを口説け！       | 2013年12月12日 |
| 第6話  | 星を数えて                 | 2013年12月19日 |
| 第7話  | 昔を知る男                 | 2014年1月9日   |
| 第8話  | 伝えたい気持ち             | 2014年1月16日  |
| 第9話  | 宿命のライバル             | 2014年1月23日  |
| 第10話 | はじめてのジェラシー       | 2014年1月30日  |
| 第11話 | 素直になれなくて           | 2014年2月6日   |
| 第12話 | 恋のサバイバルゲーム       | 2014年2月13日  |
| 第13話 | ナイチンゲールな彼？       | 2014年2月20日  |
| 第14話 | 同居がばれた！             | 2014年2月27日  |
| 第15話 | ハッピー・バースデー       | 2014年3月6日   |
| 第16話 | 嵐の予感                   | 2014年3月13日  |
| 第17話 | 恋愛禁止令が生まれたわけ   | 2014年3月20日  |
| 第18話 | 元カノが落とした爆弾       | 2014年3月27日  |
| 第19話 | 理想のおムコさん候補       | 2014年4月3日   |
| 第20話 | 社長、あなたが大好き?!     | 2014年4月10日  |
| 第21話 | キスの前には目をとじて     | 2014年4月17日  |
| 第22話 | 胸の鼓動がとまらない       | 2014年4月24日  |
| 第23話 | 恋と友情の三角デート       | 2014年5月1日   |
| 第24話 | 今日こそカレをGETする！    | 2014年5月8日   |
| 第25話 | ハートはびしょぬれ         | 2014年5月15日  |
| 第26話 | 君が好きだ！               | 2014年5月22日  |
| 第27話 | 思い出の写真               | 2014年5月29日  |
| 第28話 | 大家さんが家族に変身！     | 2014年6月5日   |
| 第29話 | 3年前の恋人と20年前の母親  | 2014年6月12日  |
| 第30話 | アメリカから来た男         | 2014年6月19日  |
| 第31話 | 家族そろって暮らす夢       | 2014年6月26日  |
| 第32話 | リャンリャンを守るのは誰   | 2014年7月3日   |
| 第33話 | 元フィアンセの完全復活     | 2014年7月10日  |
| 第34話 | 大好きだから別れましょう？ | 2014年7月17日  |
| 第35話 | リャンリャン誘拐される！   | 2014年7月24日  |
| 第36話 | 愛はつかみとるもの         | 2014年7月31日  |
| 第37話 | もう誰にも負けない！       | 2014年8月7日   |
| 第38話 | 太陽のような存在           | 2014年8月14日  |
| 第39話 | 王子様からのプロポーズ     | 2014年8月21日  |

## キャスト
| 役名                            | 俳優名                             | 役柄                                                                 |
| ------------------------------- | ---------------------------------- | -------------------------------------------------------------------- |
| チー・イー （齊翼）             | 炎亞綸 （アーロン、飛輪海）        | GAZE社CEO、潔癖症で社内恋愛禁止令を発令                              |
| チェン・リャンリャン （程亮亮） | 郭雪芙 （パフ・クオ、Dream Girls） | GAZE社企画部社員、楽観的                                             |
| ディーン・カミヤ （Dean）       | ディーン・フジオカ                 | チー・イーの大学時代からのライバル、華聯のクリエーティブ・デザイナー |
| ティン・ジャーユ （丁嘉愉）     | 林珈安 （ライラ・リン）            | チー・イーの元婚約者、華聯の販促マネージャー                         |
| リャン・ケイト （梁凱特）       | 王凱蒂 （キャサリン・ワン）        | リャンリャンの同僚、GAZE社企画部のスーパーバイザー                   |
| プリンセス （普林西絲）         | 阿喜 （アシー）                    | リャンリャンとケイトの友人                                           |
| アレックス （愛力克斯）         | 唐振剛 （タン・ジェンガン）        | ケイトの恋人、GAZE社営業部主任                                       |
| チー・テンドー （齊天鐸）       | 沈孟生 （シェン・モンシェン）      | チー・イーの父親                                                     |
| ジャン・シャオナー （江小娜）   | 謝瓊煖 （シエ・チョンヌアン）      | チー・イーの母親                                                     |
| ジェリー （Jerry）              | 張翰 （チャン・ハン）              | ジャーユの恋人                                                       |

## スタッフ
- 監督 - 郭春暉（グォ・チュンフィ）
- 脚本 - 張綺恩（チャン・チーエン）、李婕瑀（リー・ジェユー）

## 主題歌
オープニングテーマ
- 『大好きなひと/心愛的』

歌 - 黃鴻升（エイリアン・ホァン）、卓文萱（ジニー・チュオ）
エンディングテーマ
- 『擋不住的太陽』

歌 - 炎亞綸（アーロン）

## ソフトウェア

### DVD
販売元：エスピーオー
- 「王子様をオトせ！＜台湾オリジナル放送版＞DVD-BOX1」（2014年4月2日）
- 「王子様をオトせ！＜台湾オリジナル放送版＞DVD-BOX2」（2014年4月16日）
- 「王子様をオトせ！＜台湾オリジナル放送版＞DVD-BOX3」（2014年5月2日）
- 「王子様をオトせ! DVD-BOX1<シンプルBOX 5,000円シリーズ>」 (2019年11月1日)
- 「王子様をオトせ! DVD-BOX2<シンプルBOX 5,000円シリーズ>」　(2019年11月1日)

### CD
販売元：ロックレコード
- 「王子様をオトせ! オリジナル・サウンドトラック」（2014年7月16日）

## 日本国内放送局
| 放送地域 | 放送局                 | 放送期間                       | 放送日時                     | 放送系列 |
| -------- | ---------------------- | ------------------------------ | ---------------------------- | -------- |
| 日本全域 | ホームドラマチャンネル | 2013年11月14日 - 2014年8月21日 | 毎週木曜 25時15分 - 26時15分 | CS放送   |
| 日本全域 | TwellV                 | 2015年10月4日 - 2016年8月14日  | 毎週日曜 16時00分 - 17時00分 | BS放送   |